# Rambures
Rambures is een gemeente in het Franse departement Somme (regio Hauts-de-France) en telt 365 inwoners (1999). De plaats maakte deel uit van het arrondissement Abbeville tot eind 2016. Sinds 1 januari 2017 behoort ze tot het arrondissement Amiens. Sinds dezelfde datum is de gemeente ook lid van het intergemeentelijk samenwerkingsverband Communauté de communes Somme Sud-Ouest (afgekort: CC2SO).

## Geografie
De oppervlakte van Rambures bedraagt 9,9 km², de bevolkingsdichtheid is 36,9 inwoners per km².
De onderstaande kaart toont de ligging van Rambures met de belangrijkste infrastructuur en aangrenzende gemeenten.

## Demografie
Onderstaande figuur toont het verloop van het inwonertal (bron: INSEE-tellingen).

## Externe links

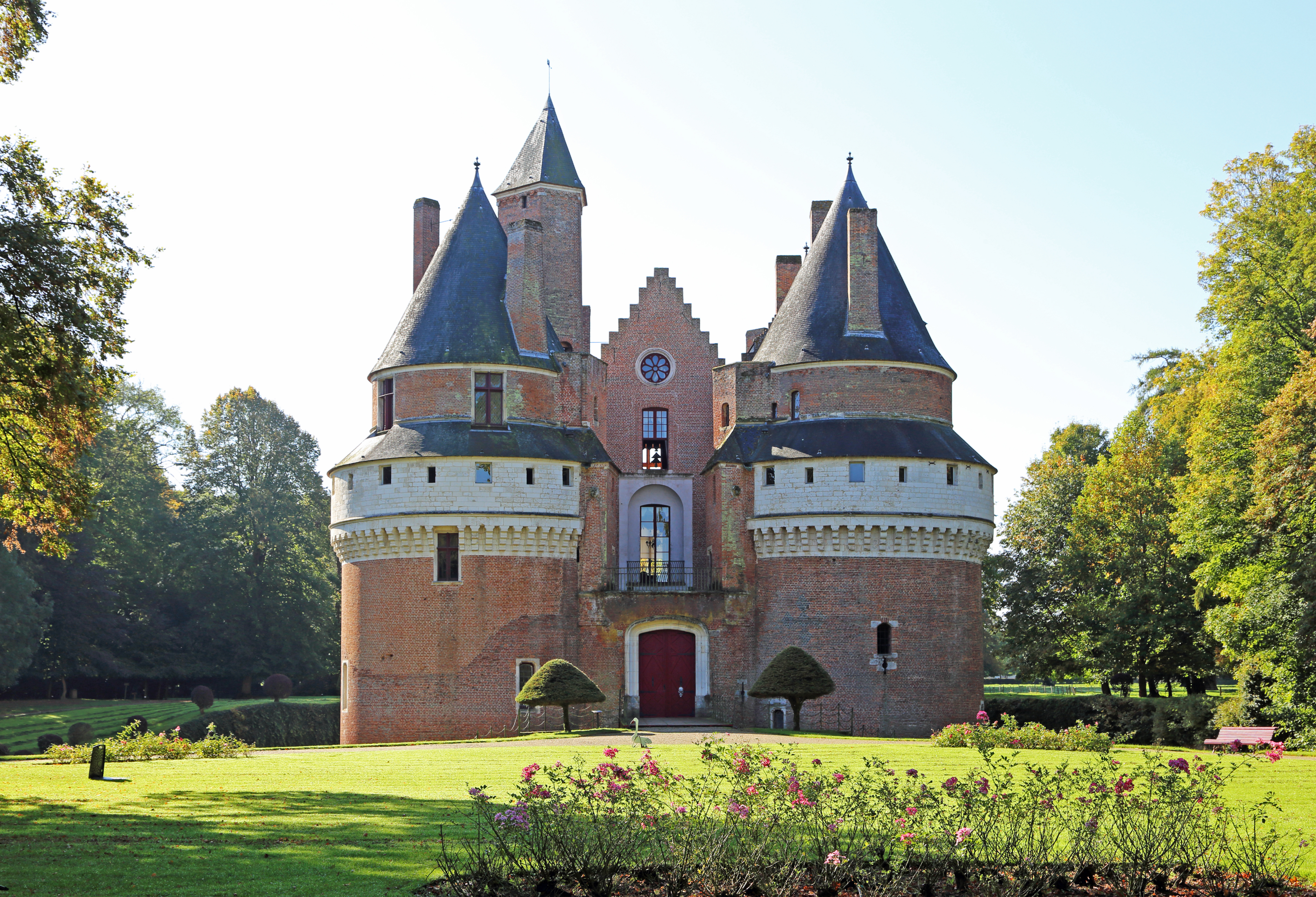
Het kasteel van Rambures
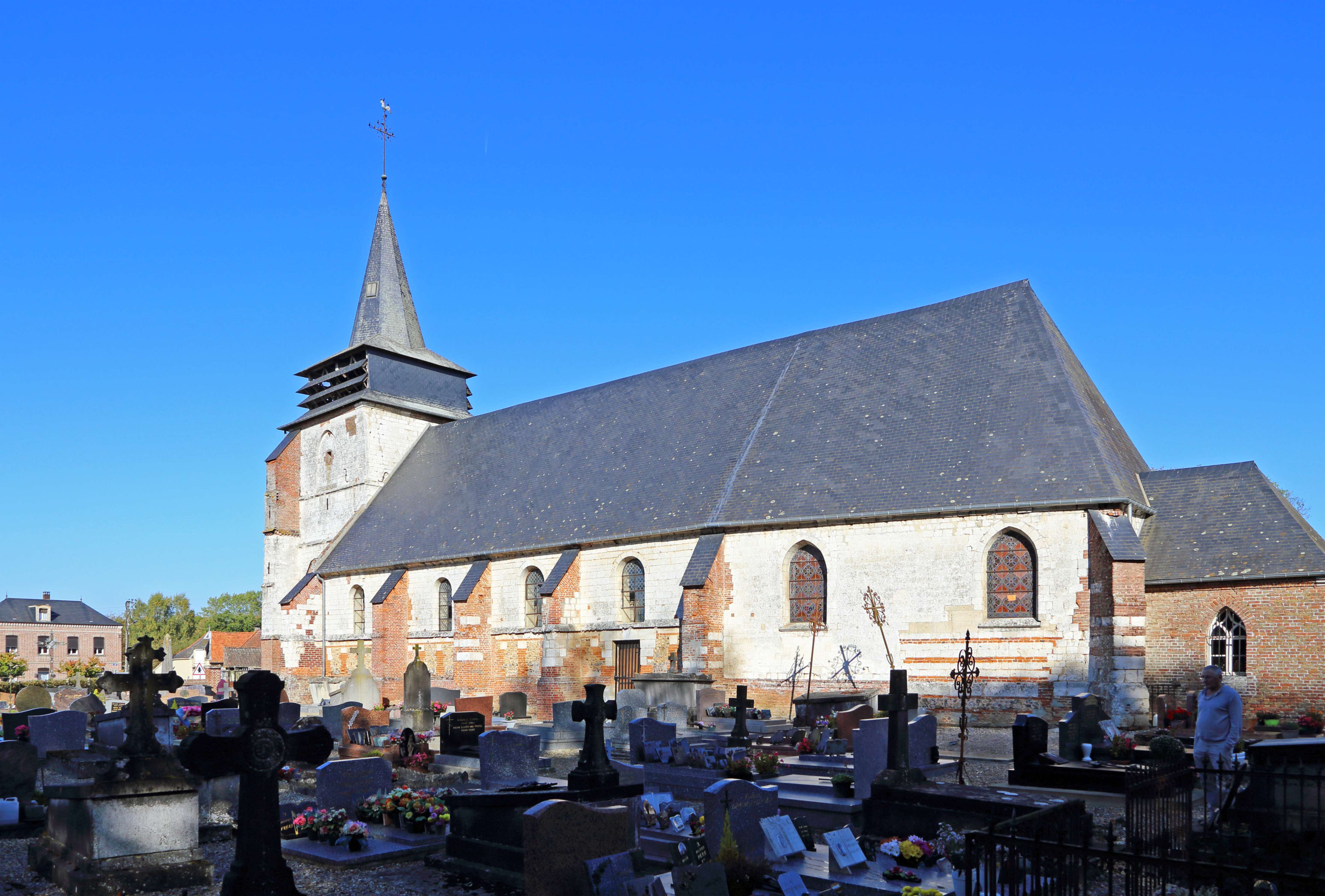
De Maria-Tenhemelopnemingkerk
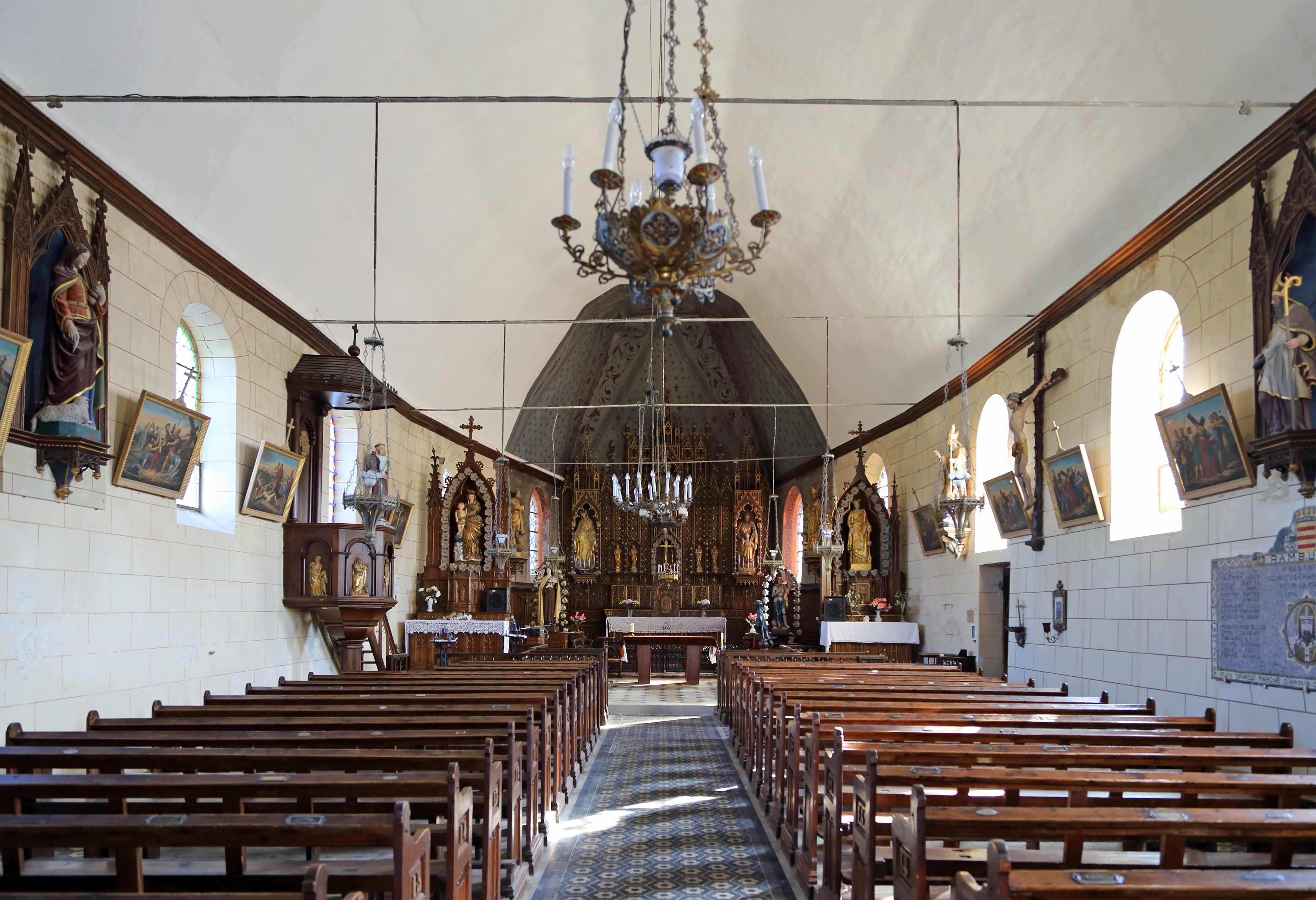
Interieur van de kerk